# Jarra East
Jarra East é uma das seis sub-divisões do distrito de Lower River na Gâmbia.